# 마석초등학교
마석초등학교는 대한민국 경기도 남양주시 화도읍 창현리에 위치한 공립 초등학교이다.

## 학교 연혁
- 1922년 12월 20일 설립인가
- 1925년 10월 2일 마석공립보통학교 개교
- 1938년 4월 1일 마석공립심상소학교로 개칭
- 1941년 4월 1일 마석공립국민학교로 개칭
- 1986년 3월 10일 병설유치원 개원
- 1996년 3월 1일 마석초등학교로 개칭
- 1997년 7월 31일 동편 신축 교사 증축(16교실)
- 1998년 12월 1일 다목적 교실(체육관) 신축
- 2014년 3월 1일 본교 34(2)학급, 분교 3학급 편성
- 2014년 9월 1일 제19대 임영곤 교장 부임
- 2015년 2월 13일 제88회 졸업
- 2016년 2월 28일 제89회 졸업
- 2017년 2월 17일 제90회 졸업
- 2023년 1월  4일 제96회 졸업
- 2024년 12월 31일 제98회 졸업

## 참고 자료
- 마석초등학교 - 한국교육학술정보원 학교알리미